# 蓋特利 (加利福尼亞州)
蓋特利（英語：Gateley）是位於美國加利福尼亞州康特拉科斯塔縣的一個非建制地區。該地的面積和人口皆未知。

## 地理
蓋特利的座標為38°00′26″N 122°18′36″W / 38.00722°N 122.31000°W，而該地的平均海拔高度為25米（即82英尺）。